# 570. pr. Kr.
◄ | 7. stoljeće pr. Kr. | 6. stoljeće pr. Kr. | 5. stoljeće pr. Kr. | ►
◄ | 600-ih pr. Kr. | 590-ih pr. Kr. | 580-ih pr. Kr. | 570-ih pr. Kr. | 560-ih pr. Kr. | 550-ih pr. Kr. | 540-ih pr. Kr. | ►
◄◄ | ◄ | 573. pr. Kr. | 572. pr. Kr. | 571. pr. Kr. | 570 pr. Kr. | 569. pr. Kr. | 568. pr. Kr. | 567. pr. Kr. | ► | ►►
Astronomija

## Događaji
- Amasis II. nasljeđuje Apriesa kao kralj Egipta.
- (procjena) Klitija i Ergotim izrađuju vazu François.

## Rođenja
- rodio se Ksenofan, starogrčki filozof